# Christian Knees
Christian Knees (Colonia, 5 marzo 1981) è un ex ciclista su strada tedesco.
Professionista dal 2004 al 2020, ha vinto il titolo nazionale in linea nel 2010.

## Palmarès
- 2001 (Under-23)

5ª tappa FBD Insurance Rás
- 2002 (Under-23)

1ª tappa Internationale Thüringen Rundfahrt
- 2003 (Under-23)

4ª tappa Internationale Thüringen Rundfahrt
- 2006 (Team Milram, una vittoria)

Giro di Colonia
- 2008 (Team Milram, una vittoria)

Classifica generale Giro di Baviera
- 2010 (Team Milram, una vittoria)

Campionati tedeschi, Prova in linea

### Altri successi
- 2016 (Team Sky)

1ª tappa Vuelta a España (Ourense Termal/Balneario de Laias > Parque Náutico Castrelo de Miño, cronosquadre)
- 2019 (Team Sky)

Classifica scalatori Herald Sun Tour

## Piazzamenti

### Grandi Giri
- Giro d'Italia

2006: 73º
2007: 72º
2013: 60º
2016: 66º
2018: 91º
2019: 96º
- Tour de France

2006: 104º
2007: 47º
2008: 29º
2009: 21º
2010: 91º
2011: 64º
2012: 82º
2017: 144º
- Vuelta a España

2009: 43º
2013: 79º
2014: non partito (17ª tappa)
2015: 91º
2016: 124º
2017: 124º

### Classiche monumento
- Milano-Sanremo

2006: ritirato
2007: ritirato
2008: 94º
2009: 18º
2010: 50º
2014: ritirato
- Giro delle Fiandre

2005: ritirato
2006: 35º
2008: 72º
2012: 58º
2014: 95º
2015: ritirato
2016: 72º
2017: 102º
2018: ritirato
2019: 48º
2020: 103º
- Parigi-Roubaix

2008: 62º
2012: 56º
2014: 65º
2015: 81º
2016: ritirato
2017: 59º
2018: 87º
2019: ritirato
- Liegi-Bastogne-Liegi

2008: 38º
2009: 58º
2010: 65º
2011: ritirato
- Giro di Lombardia

2011: ritirato
2013: ritirato
2014: ritirato

### Competizioni mondiali
- Campionati del mondo su strada

Valkenburg 1998 - In linea Junior: 40º
Verona 1999 - In linea Junior: 10º
Zolder 2002 - In linea Under-23: 56º
Hamilton 2003 - In linea Under-23: 22º
Salisburgo 2006 - In linea Elite: 99º
Stoccarda 2007 - In linea Elite: ritirato
Varese 2008 - In linea Elite: ritirato
Mendrisio 2009 - In linea Elite: ritirato
Melbourne 2010 - In linea Elite: 29º
Copenaghen 2011 - In linea Elite: 131º
Limburgo 2012 - In linea Elite: 80º
Ponferrada 2014 - In linea Elite: ritirato
Richmond 2015 - In linea Elite: ritirato